# Alonso Cañedo Vigil

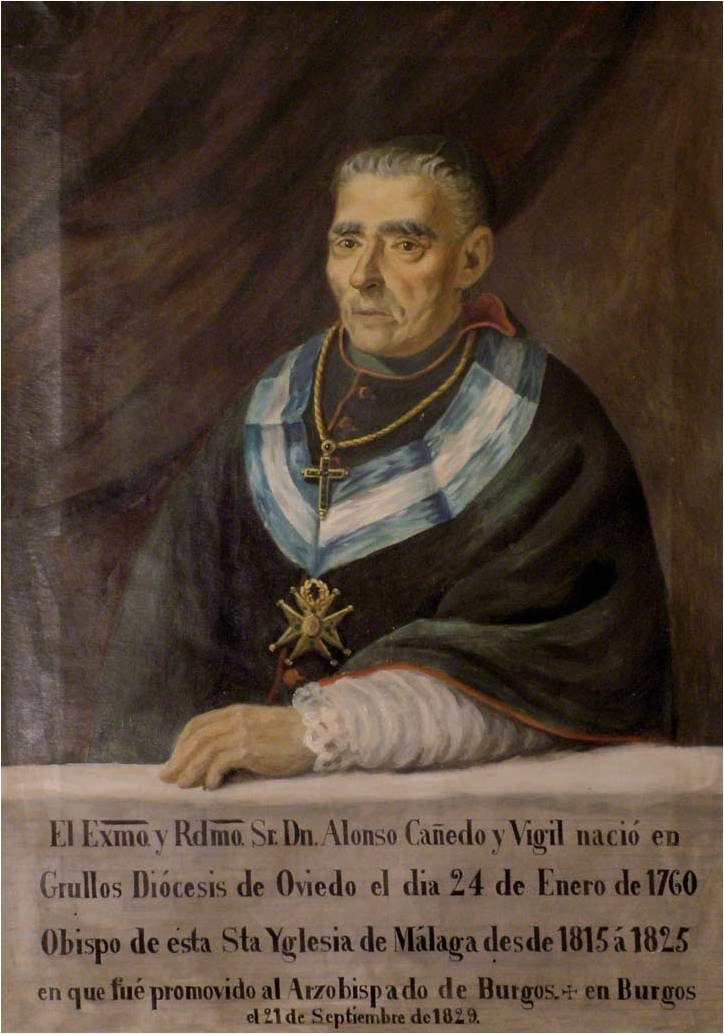
Alonso Cañedo Vigil. (Catedral de Málaga).

Alonso Cañedo y Vigil (Grullos, 19 de gener de 1760 – Burgos, 21 de setembre de 1829) fou un religiós espanyol, membre d'una família de la noblesa asturiana. Un dels seus germans, Fernando, es va casar amb Teresa Jove Ramírez, cosina de Jovellanos.

## Biografia
Després dels seus estudis primaris, va ingressar a l'Estudi General d'Oviedo, on va obtenir el 1779 el títol de Batxiller en Arts i Dret. Va continuar els seus estudis al Col·legi Menor de San Pelayo de Salamanca, fundat per Fernando Vadés Salas, i el 1786 va ser-ne rector.
Va ser ordenat sacerdot el 1792 i poc després va passar a ser doctoral, vicari capitular i governador eclesiàstic de la Diòcesi de Badajoz. Més tard va ser prebendat de l'Arxidiòcesi de Toledo.
Durant la invasió francesa de 1808, va ser elegit diputat de les Corts de Cadis com a representant d'Astúries, on va arribar a president i un dels pares de la Constitució de 1812.
Presentat per Ferran VII d'Espanya, va ser nomenat bisbe de Màlaga el 1815. Després del Trienni Liberal, moment en què va ser perseguit, va ser nomenat arquebisbe de Burgos, on es va traslladar.
Després d'una llarga malaltia, va morir el 21 de setembre de 1829 a Burgos, a la catedral del qual va ser enterrat.